# 越智治雄
越智 治雄（おち はるお、1929年10月27日 - 1983年6月24日）は、日本近代文学研究者。元東京大学教養学部教授。

## 生涯
東京生まれ。東京大学国文科卒、1958年同大学院満期退学、学習院中等科教諭、共立女子大学短大部助教授を経て、1966年東大教養学部助教授、1975年教授。明治初期文学の実証的研究を主とするが、『漱石私論』（1971年）では作品論を試み、関西大学の谷沢永一から批判される。1976年頃から病がちになり、1983年に死去。勲三等瑞宝章を授与される。没後、論文集が纏められた。

## 人物
ハンサムだったため、若い頃黒澤明から俳優になるよう勧められたという。

## 著書
- 明治大正の劇文学 日本近代戯曲史への試み 塙書房 1971年
- 漱石私論 角川書店 1971年
- 近代文学の誕生 講談社現代新書 1975年
- 日本の近代文学 明治・大正期 共著 日本放送出版協会 1976年（NHK市民大学叢書）
- 近代文学成立期の研究 岩波書店 1984年
- 漱石と文明 文学論集2 砂子屋書房 1985年
- 文学の近代 文学論集1 砂子屋書房 1986年
- 鏡花と戯曲 文学論集3 砂子屋書房 1987年